# KH-8 02
KH-8 02 – amerykański satelita rozpoznawczy; drugi statek serii KeyHole-8 GAMBIT 3. Jego zadaniem było wykonywanie wywiadowczych zdjęć powierzchni Ziemi o rozdzielczości przy gruncie około 10 cm. Jedna z sześciu misji testowych satelitów tego typu (development flight program).

## Budowa i działanie

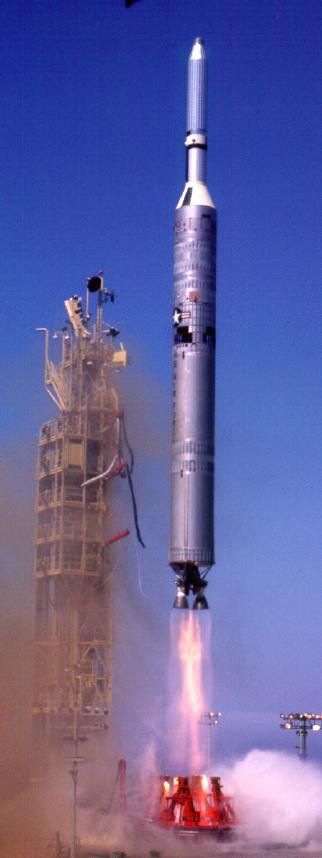
Start rakiety Titan IIIB z satelitą KH-8 02, 28 września 1966 roku

Głównym komponentem satelity była kamera wyprodukowana przez Eastman Kodak, z obiektywem charakteryzującym się ogniskową 4,46 m . Dzięki zestawowi luster udało się obniżyć wagę i wymiary zastosowanego aparatu. Film po naświetleniu był przesuwany za pomocą zestawu rolek do kapsuły, która następnie oddzielała się od satelity, lądowała na spadochronie w rejonie Pacyfiku i była przechwytywana podczas opadania przez specjalnie do tego przystosowany samolot. Był to pierwszy z sześciu satelitów serii testowej. Poza testowaniem nowego typu satelity wywiadowczego, testowano także nową rakietę nośną Titan 3B. Satelita wyposażony był w jedną kapsułę powrotną .
Dokładna informacja o położeniu satelity na orbicie była uzyskiwana dzięki porównywaniu danych z zestawu kamer skierowanych w przestrzeń kosmiczną i powierzchnię Ziemi, następnie niezbędne korekty położenia satelity dokonywano za pomocą silników pomocniczych .

## Misja
Misja rozpoczęła się 28 września 1966 roku, kiedy rakieta Titan 3B wyniosła z kosmodromu Vandenberg na niską orbitę okołoziemską drugiego satelitę z serii KH-8 GAMBIT-3. Po znalezieniu się na orbicie KH-8 02 otrzymał oznaczenie COSPAR 1966-086A .
Po wykonaniu 115 okrążenia Ziemi, 5 października 1966 roku, od satelity oddzieliła się kapsuła SRV zawierająca naświetloną błonę fotograficzną, która następnie opadając na spadochronie została przechwycona przez samolot transportowy. Główna część satelity pozostawała na orbicie przez kolejne dwa dni. Pomimo problemów z ostrością wykonanych zdjęć, misję uznano za udaną.
Satelita spłonął w atmosferze 7 października 1966 roku .